# Pachylocerus parvus
Pachylocerus parvus är en skalbaggsart som beskrevs av Charles Joseph Gahan 1907. Pachylocerus parvus ingår i släktet Pachylocerus och familjen långhorningar. Inga underarter finns listade i Catalogue of Life.